# 三木家住宅 (美馬市)
三木家住宅（みきけじゅうたく）は徳島県美馬市木屋平字貢にある日本の古民家。日本国の重要文化財に指定されている。本項目では本住宅に隣接している三木家資料館（みきけしりょうかん）についても述べる。

## 概説
阿波忌部民の後裔である郷士（地方武士）の一族とされる阿波三木氏の本家が江戸時代前期（17世紀代）当時に自家の本拠としていた阿波国麻植郡三ツ木村に建てた民家である。建築の年代は、それを示す棟札が腐食して読む事が出来なかったため、建物の特徴から判断されたものである。現在も阿波三木氏の本家筋の一族によって管理されている。
三木家住宅の西隣には、古代大和朝廷の大嘗祭において忌部の民のうち御衣御殿人として麁服を準備し、江戸時代当時においては三ツ木村の庄屋も務めた、阿波三木家の歴代における各種資料を公開している三木家資料館がある。内部に収蔵されている文書のうちのひとつである「三木家文書」は徳島県の有形文化財に指定されている。資料館の運営は地元のボランティアによるものであるため、施設の運営（開館時間など）に関してはボランティア人員の都合によって左右される。
中世山岳武士の家屋状況を現代に伝える貴重な遺構として、1976年（昭和51年）2月3日に国の重要文化財に指定された。

## 構造
南面の木造平屋建。寄棟造、茅葺。桁行22.2m、梁間9.3m。南面・西面及び北面庇付、鉄板葺。土間3間、座敷（囲炉裏・調場を含む）7間。
屋内は整型八間造。当初、土間は2間となっていたが、のちに土間に一番近い座敷を新土間に転換させており、西側4間が土間3間と囲炉裏の間となっている。
東側4間が座敷になっており北東の隅が家主専用の床の間である「テングノマ」となっている。厠などはテングノマの西隣となる奥の間と、囲炉裏の間の東隣となる中奥の間、双方の「奥の間」を挟んで北に延びた廊下の先端にある。

## 見学利用
基本的には住宅および資料館、双方共通。ただし住宅に対しては外観の見学だけであるならば時間外でも可能。
見学料金
無料
開館日
原則、土日祝開館。（平日が閉館）ただし緊急の事情がある場合は開館日であっても閉館される事がある。
開館時間
原則、10時から16時。
開館時期における注意点
場所が四国山地の南中腹であるため冬季は積雪および道路の凍結による危険性が見込まれる。そのため基本的に12月から3月までは冬季休業として閉鎖されており、この期間の見学利用は不可能。

## アクセス
郊外地にあるため自家用車かタクシーなど、車での来訪が推奨される。駐車場完備、普通自動車15台分。
- 徳島自動車道脇町ICから国道193号を脇町方面に南下。脇町にて国道492号に移りさらに南下。三ツ木簡易郵便局の前を超えて300mの地点に案内看板アリ。国道492号上の案内看板から山道を道標沿いに3.5km。脇町ICより約1時間程度[2]。
- JR四国徳島線穴吹駅からタクシー。約50分程度[2]。
- JR四国徳島線穴吹駅から美馬市営バス「穴吹・木屋平」線に乗車。竹屋敷停留所で下車。徒歩約1時間超[4]。